# Doutrina dos relâmpagos

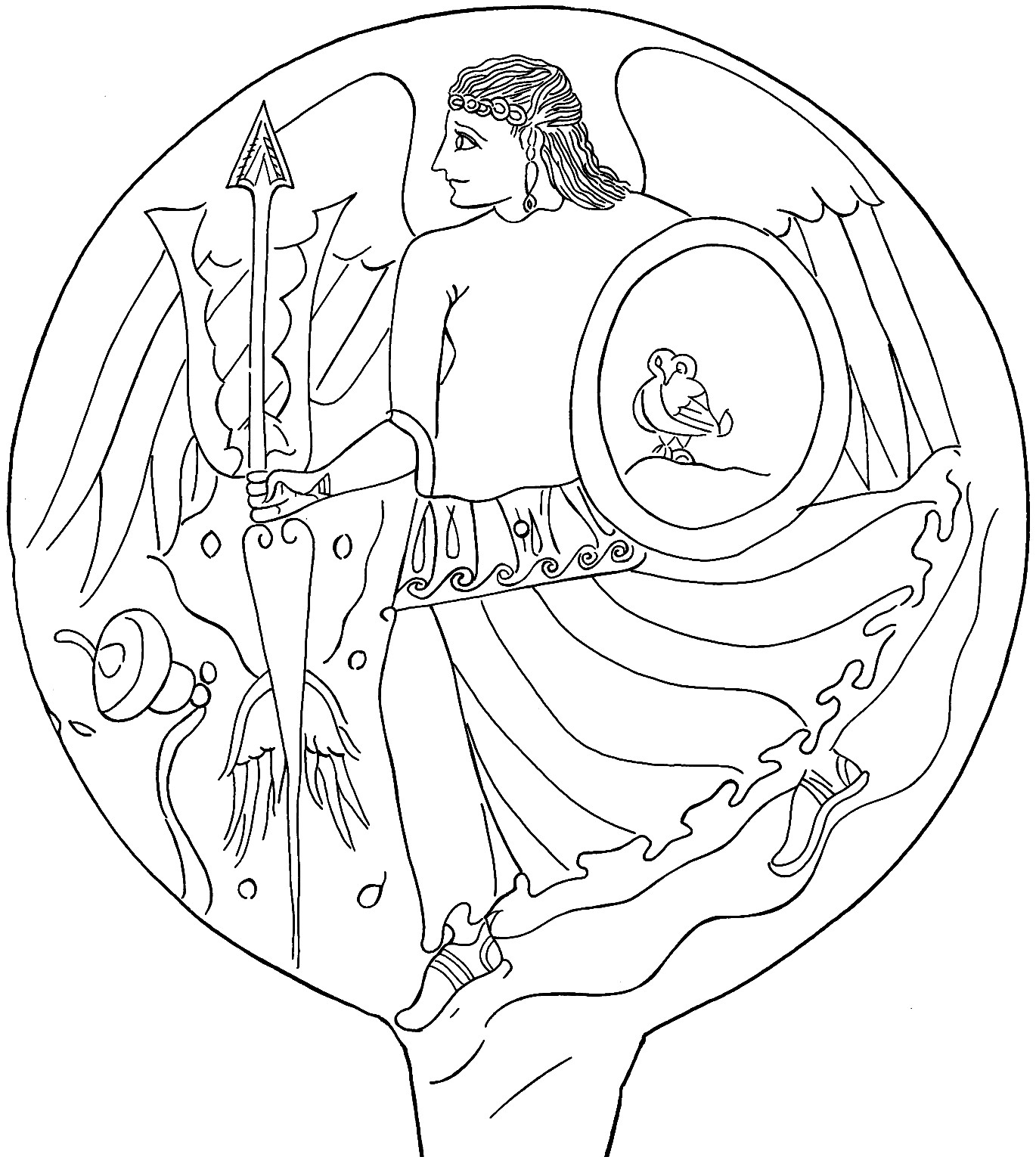
Menrva (Minerva) carregando um raio, espelho de bronze etrusco (século III a.C.): o componente formado pela lança, com ponta e vegetações laterais, é uma típica representação floral do relâmpago, enquanto as ondulações simétricas laterais possivelmente indicam o som do trovão simultâneo

A doutrina dos relâmpagos, disciplina fulgural ou arte fulgural (em latim: doctrina fulguralis ou ars fulguratoria; em italiano:  dottrina dei fulmini) era uma parte central dos ensinamentos religiosos e práticas dos etruscos, que eram referidos pelos romanos como Etrusca disciplina. Outras práticas importantes de adivinhação eram a inspeção do fígado e a interpretação do voo dos pássaros. A prática da adivinhação era reservada aos sacerdotes (harúspices). Um sacerdote observando e interpretando relâmpagos também era chamado de fulgurador (em latim: pl.: fulguratores, raramente também fulguriator ou fulgerator). A prática foi uma forma de ceraunomancia (do grego, keraunos = raio, que inclui relâmpago e trovão; também ceraunoscopia. Havia ademais astrapē = relâmpago; do que se pode derivar em uso moderno o nome astrapomancia). Assim Diodoro Sículo afirmou: "A keraunoscopia etrusca era renomada por quase toda terra", e que esse estudo da natureza foi tão importante para a formação cúltica romana que adivinhos etruscos eram contratados pelos romanos para isso.
A disciplina fulgural se diferencia, no entanto, da brontoscopia (divinação de trovão, do grego brontḗ = trovão), porque seu componente principal era o trajeto luminoso (relâmpago), que tinha mais complexidade do que o sonoro (trovão). Porém, ambas vertentes eram realizadas pelos etruscos. Já os romanos essencialmente adotaram apenas a doutrina dos relâmpagos etrusca, mas não a seguiam totalmente igual e não era de grande importância no culto romano.

## Etimologia

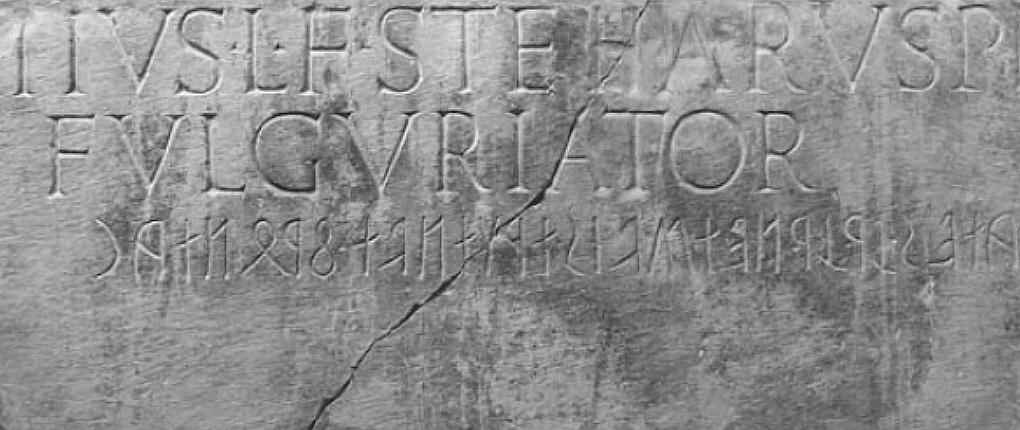
Haruspex e Fulguriator em uma inscrição, títulos em latim que seguem a "Lucius Cafatius, filho de Lucius, da tribo Stellatina, intérprete". Bilíngue, na escrita etrusca abaixo os termos são "netšvis" para adivinhador e "trutnvt frontac" correspondendo à parte fulgural (século I a.C.)

O nome etrusco para sacerdotes intérpretes de relâmpagos não foi definitivamente esclarecido, mas há a designação trutnvt ou trutnvt frontac, conforme uma inscrição bilíngue sobre o fulgurador Lars Cafates (atualmente no Museu Arqueológico de Pésaro). Segundo a etruscóloga Jean MacIntosh Turfa, a terminação -c em "frontac" pode ser um enclítico de adição na língua etrusca, indicando uma ligação do tipo "e" entre ambos títulos. Desse modo, as duas palavras "trutnvt frontac" podem estar se referindo separadamente aos dois tipos de fenômenos que o fulgurador tinha função de adivinhar: trutnvt para relâmpago, e fronta (cognato do grego bronte) ao trovão. Numa tradução literal, isto seria: "[adivinhação de] relâmpago [e] trovão-(partícula aditiva)". A inscrição completa em etrusco, [c]afates.lr.lr.netśvis.trutnvt.frontac, pode ser então traduzida como "Laris (ou Larth) Cafates, filho de Laris, harúspice, adivinhador de relâmpago e trovão". Como não havia correspondente em latim, uma única palavra foi usada na tradução das duas etruscas: fulguriator, referindo-se ao ofício de adivinhação de relâmpagos. Provavelmente isso indica que os romanos praticavam apenas a disciplina fulguralis propriamente dita, e não a brontoscopia (de trovão), como também feita pelos etruscos.
O latim fulgurator é derivado do verbo fulgurare (piscar) e do sufixo derivativo -ator, que denota a pessoa que executa uma ação correspondente. Fulgurador significa literalmente atirador de relâmpago. Consequentemente, os romanos adoravam seu deus mais elevado, Júpiter, entre outras coisas como Iuppiter Fulgurator ou Iuppiter Fulgerator. A variante Fulgerator pode ser rastreada até a antiga forma latina fulgus para fulgur (relâmpago) com fulgeris genitivo. O termo fulgurator para uma cartomante que interpretava relâmpagos foi usado por Cícero.

## Interpretação de relâmpago entre os etruscos

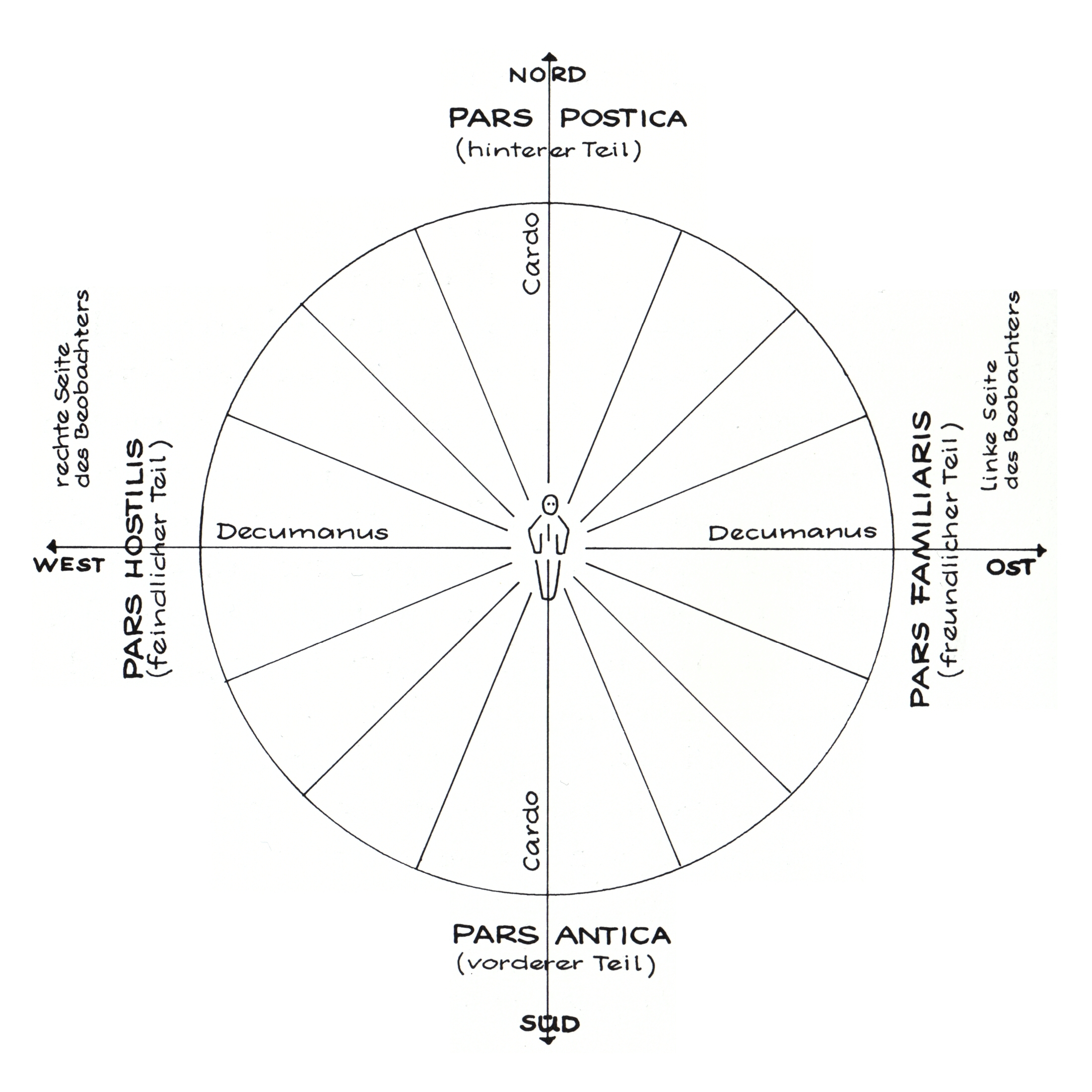
Interpretação de relâmpago de acordo com as 16 regiões do céu

Na religião etrusca, era pronunciada a convicção de que o destino humano estava inevitavelmente sujeito a uma vontade divina e que tal era reconhecível nos fenômenos naturais e eventos terrestres (adivinhação). Além disso, os harúspices realizavam a leitura de intestinos, principalmente a inspeção do fígado, interpretavam relâmpagos, o voo dos pássaros e fenômenos celestes e terrestres inusitados.
De acordo com a crença antiga, os fulguradores eram capazes de interpretar e expiar os relâmpagos. Em primeiro lugar, observavam-se as rajadas de relâmpagos, de onde cada um vinha, para onde se conduzia e onde poderia ter atingido. Para fazer isso, o céu era dividido em quatro quadrantes, cada um com quatro setores. Os deuses do raio viviam nessas 16 regiões do Templo do Céu (templum caeleste). O procedimento de revisão e interpretação instantânea foi registrado nos livros fulgurais (libri fulgurales).
Primeiro, o intérprete de relâmpagos tinha que escolher o local correto em solo, transferir a divisão do céu para a terra e, assim, tornar o local uma área sagrada (templum). Para isso, o fulgurador posicionava-se no cruzamento do Cardo, que corre de norte a sul, com o Decúmano, que corre de oeste a leste, de modo que ele olha para o sul. A leste ficava a pars familiaris, a parte amigável, e a oeste, a pars hostilis, a parte hostil. Portanto, um relâmpago à esquerda era considerado benéfico enquanto um à direita agourento, com um relâmpago na metade norte sendo considerado mais influente do que outro na metade sul. O relâmpago vindo do nordeste e ali permanecendo era considerado particularmente favorável. Quando o relâmpago estava caindo, o ponto de impacto era de importância decisiva.

Ao meio, Tinia segurando manubia

A questão decisiva era qual das nove divindades possíveis havia enviado o relâmpago, sendo que apenas o deus principal, Tinia, tinha três relâmpagos diferentes. Isso resultava em onze tipos diferentes (o relâmpago em etrusco era chamado manubia, o que não se confunde com o latim manubiae) de relâmpagos de acordo com a região do céu, duração e hora do dia e estação. Segundo Sêneca, Plínio e Sérvio, havia diversas categorias para os relâmpagos, por exemplo de acordo com o poder de destruição causado ou outros efeitos. Há ainda uma classificação por cores, em que manubiae poderiam ser de cor branca ou preta, enquanto que aqueles atirados por Tinia eram de cor vermelha de sangue. Segundo Sêneca, outros métodos que os etruscos tinham de identificar era se o relâmpago tinha efeito perpétuo na vida de alguém ou apenas momentâneo, e qual o seu tipo de sinalização, para admoestar uma decisão ou avaliar ação tomada. Uma distinção também foi feita entre os relâmpagos das nuvens e os terrestres que surgiam da terra. Os relâmpagos podem ter um significado de aprovação, dissuasão ou advertência, dependendo se foram observados antes ou depois da execução de uma ação. O terceiro tipo de relâmpago, mais neutro, não se refere a qualquer empreendimento e pode significar uma ameaça, promessa ou aviso.

Dos três relâmpagos de Tinia, aqueles que ele enviava sozinho eram um aviso gentil. Os relâmpagos que ele lançava com um forte trovão após consultar os doze deuses supremos dos etruscos (dei consentes) prometiam coisas boas, mas muitas vezes combinadas com uma injustiça. O relâmpago sobre o qual eram interrogados os supremos e velados deuses do destino (dei superiores et involuti) vinha com fogo e anunciava mudanças tremendas em todo o presente estado. Assim, segundo Sêneca:
"dizem [os etruscos] que os relâmpagos são enviados por Júpiter e atribuem a ele três manubiae. A primeira, como dizem, alerta e é delicada e é enviada pela decisão do próprio Júpiter. A segunda, Júpiter também envia, mas seguindo a recomendação de um conselho, pois convoca doze deuses; esse relâmpago às vezes realiza algo de bom, mas mesmo assim também traz danos; não ajuda sem prejudicar. A terceira manubia Júpiter também envia, mas convoca os conselhos dos deuses a quem os etruscos chamam de Superiores, ou Deuses Velados (Dii Superiores et Involuti), porque o relâmpago destrói tudo o que atinge e em todos os lugares altera o estado de assuntos públicos ou privados que encontra, pois o fogo não permite que nada permaneça como estava."
Relâmpagos eram observados e interpretados em assuntos públicos e privados, com uma eficácia porém delimitada temporalmente e pelo contexto. Plínio comenta sobre escritos etruscos ("Tuscorum litterae"):
"Os escritos toscanos defendem que há nove deuses que enviam relâmpagos e que são de onze tipos, porque Júpiter lança três variedades. Apenas duas das divindades foram mantidas pelos romanos, que atribuem os relâmpagos durante o dia a Júpiter e os da noite a Sumano, sendo este último naturalmente raro porque o céu à noite é mais frio. A Toscana (Etrúria) também acredita que alguns irrompem do solo (raio ascendente), os quais chama de infera (subterrâneos), e que estes se tornam excepcionalmente terríveis e execráveis pela estação do inverno, embora todos os relâmpagos que eles acreditam ser de origem terrestre não sejam os comuns e não vêm das estrelas, mas do elemento mais próximo e mais desordenado: uma prova clara disso sendo que todos aqueles que vêm do céu superior atingem obliquamente, ao passo que estes que eles chamam de terrestres atingem de forma reta. E aqueles que caem dos elementos mais próximos devem sair da terra, porque não deixam rastros como resultado de sua repercussão, embora esse seja o princípio não de um arremesso descendente, mas de um inclinado. Aqueles que perseguem essas indagações com mais sutileza pensam que eles vêm do planeta Saturno, assim como os flamejantes vêm de Marte, como, por exemplo, quando Bolsena (Volsínios), a cidade mais rica da Toscana, foi totalmente queimada por um relâmpago. Também os primeiros que ocorrem depois que um homem estabelece uma casa para si mesmo são chamados de “meteoros familiares”, como uma predição de sua fortuna para toda a sua vida. No entanto, as pessoas pensam que meteoros privados, exceto aqueles que ocorrem no primeiro casamento ou no aniversário de um homem, não profetizam além de dez anos, nem os publica (meteoros públicos) além do trigésimo ano, exceto aqueles que ocorrem na colonização de uma cidade."
Visto que, de acordo com a crença etrusca, a vontade toda-determinante dos deuses não era em si determinada, o destino poderia ser influenciado por rituais adequados. Portanto, os fulguradores tentavam impedir ou provocar relâmpagos por meio de orações, sacrifícios e encantamentos, para que um infortúnio fosse evitado ou uma circunstância favorável ocorresse. No entanto, havia dois tipos de relâmpagos que os fulguradores eram impotentes para enfrentar, o que significava infortúnio inevitável.
Segundo a tradição, o rei etrusco Lars Porsena era tão capaz de invocar raios quanto Numa Pompílio, o lendário rei de Roma, antes dele. De acordo com a lenda, seu sucessor Túlio Hostílio foi atingido por um raio quando cometeu um erro ao invocá-lo. Este mito da conjuração de relâmpago foi aparentemente mais difundido na Itália central. Os rituais para a interpretação e conjuração do relâmpago eram exigentes e meticulosos de se obedecer. O conhecimento das regiões do céu, fenômenos fulgurais, interpretação, expiação e conjuração de relâmpagos, portanto, exigiu que os intérpretes de relâmpagos estudassem os registros extensivamente.
A inspeção de entranhas havia sido comunicada aos etruscos por Tages, o deus da sabedoria, no entanto, a leitura de relâmpago foi pela Lasa Vecu, que os romanos chamavam de Vegoia ou Begoe. Na mitologia etrusca, as lasas eram seres alados do Círculo de Turan, a deusa do amor.
Havia diferença quanto à interpretação do relâmpago em relação à do trovão. Ambos são componentes do raio, porém enquanto o primeiro se refere ao trajeto luminoso, que podia ser visto nos setores do céu e interpretado de acordo com o caminho, no trovão era apenas referente ao som. Isso leva a interpretação do trovão apenas podia ser interpretado temporalmente, com significado de acordo com a data em que foi ouvido, já que não é possível delimitar um local específico de onde teria vindo o estrondo. Desta forma, os trovões não eram atribuídos também a uma divindade, diferente do relâmpago. Esse sistema etrusco foi menos complexo do que as contrapartes brontológicas do Oriente Próximo, em que tabuletas mesopotâmicas do século VI a.C. indicam trovões de acordo com um deus e seus augúrios eram vistos de acordo com a posição em que as nuvens se reuniam.

Após a observação e interpretação do relâmpago, a expiação do relâmpago seguia-se necessária. Aparentemente isso se dava quando um raio atingia determinado local. O principal ato de expiação era o "sepultamento" de um relâmpago (fulmen condere), realizado em objetos sobre os quais atingiu ou talvez em cunhas de pedra que deveriam incorporar um relâmpago. O local onde o raio caiu era cercado e consagrado. Já o lugar onde uma pessoa foi atingida era aparentemente amaldiçoado e não se permitia entrar ou olhar. "Sepultura do relâmpago" era o nome dado à caixa em que os restos de um objeto atingido pelo relâmpago eram enterrados, sobreposta ao poço cavado no local. O enterramento seria dedicado aos deuses que o lançaram. Em Vulci, a escultura etrusca da "Fiandeira", atingida por um raio, foi enterrada em um poço, sobre o qual estava uma laje com a inscrição "fulgur conditium" (em latim, "relâmpago enterrado"), e outra estátua etrusca, Marte de Todi, também foi enterrada nessa mesma condição ritual. A narrativa fictícia de Lucano, Farsália, descreve um harúspice etrusco, Arruns, fazendo algo relacionado a isso:
"Enquanto a longa procissão circula ao redor da vasta cidade, Aruns coleta os fogos dispersos do relâmpago e os esconde na terra com murmúrios tristes. Ele dá numen ao local"
Um símbolo talvez associado ao relâmpago era o bidente e tridente, com vários exemplares deles encontrados em sepulturas etruscas. Seus materiais são compostos, porém, de uma tal maneira que eram frágeis demais para serem considerados armas de ataque e não tinham relação com pesca com arpão. Foram enterrados em túmulos de personalidades importantes, indicando status e uma função ritualística. O relâmpago possivelmente foi incorporado em atividades religiosas das classes dominantes etruscas. No Oriente Próximo, também todos os tridentes foram encontrados em enterros de famílias poderosas, e em iconografias como as dos deuses mesopotâmicos, aqueles que lançavam raios também portavam garfos bidentados ou tridentados que representavam o relâmpago, além de que reis portando tridentes indicavam uma conexão com a realidade celeste.
Um costume ritual traçado à Etrúria de expiação de relâmpago era através do sacrifício de uma ovelha, chamada de bidens porque o animal usado era de uma tenra idade em que tinha dois dentes. O local consagrado onde o raio atingiu era assim pelos romanos chamado bidental. O ritualista de Cambridge A. B. Cook via o bidente como um instrumento que poderia ser empunhado por Júpiter, o deus principal do panteão romano, em relação ao ritual bidental romano. Nas mãos de Júpiter (equivalente ao Tinia etrusco), o tridente ou bidente representa um relâmpago bifurcado. Um azulejo encontrado na Urbe Sálvia em Piceno retrata um Jove incomum, "bastante eriçado de armas": um raio, um bidente e um tridente, unindo os reinos do céu, da terra e do mar, e representando os três graus de relâmpago agoureiro. Cook considerava o tridente como o equivalente grego do bidente etrusco, cada um representando um tipo de relâmpago usado para comunicar a vontade divina; uma vez que ele aceitava a origem lídia dos etruscos, ele rastreou ambas as formas até a mesma fonte da Mesopotâmia. Já a representação de Netuno com um tridente é tardia e indica seu poder de controlar tempestades, não a pesca.

## Interpretação de relâmpago no Império Romano
Os romanos também procuraram pesquisar a vontade divina por meio de sinais especiais (prodígios). Para tanto, os áugures, oficiais de culto nomeados pelo magistrado, cumpriam os auspícios em todos os assuntos oficiais. Entre os sinais que o áugure tinha que observar, além do voo dos pássaros, estavam os relâmpagos. Na arte da interpretação fulgural, os romanos evidentemente assimilaram dos etruscos e também foram instruídos por eles. A doutrina dos relâmpagos não parece ter sido de grande importância, uma vez que apenas dois tipos de relâmpago foram distinguidos. Aqueles que ocorriam durante o dia foram atribuídos a Júpiter, aqueles durante a noite, a Sumano. Outra fonte cita quatro relâmpagos distintos dos deuses Júpiter, Juno, Minerva e Vulcano. Tal como acontecia com os etruscos, o relâmpago na metade norte do céu foi considerado o mais significativo pelos romanos. Aparentemente, Júpiter podia lançar seus relâmpagos de todas as regiões do céu. As três primeiras regiões do céu, de norte a nordeste, eram reservadas a seus relâmpagos. Se um relâmpago tivesse caído, as marcas de raio (bidentalia) eram emolduradas com um puteal.
Quanto ao trovão, na prática romana servia apenas de forma binária para indicar bom ou mau augúrio, e não tinha valor preditivo, somente para avaliar eventos correntes ou passados; podia ser dividido de acordo com a direção escutada, à esquerda ou direita.
Haruspícios etruscos foram usados já desde a era real romana para aconselhar e expiar sinais incomuns. Na República Romana, harúspices auxiliaram o Senado em várias ocasiões na interpretação de prodígios. Eles também vinham de distintas famílias etruscas. Os generais romanos e governadores provinciais também eram aconselhados pelos harúspices.
Os romanos tinham grande respeito pelos videntes etruscos, embora fossem céticos em relação a eles. Os fulguradores de Faesulae eram considerados particularmente habilidosos. O Colégio dos 60 harúspices de Tarquinia era muito valorizado. Mesmo na República Romana, entretanto, os haruspícios eram vistos por alguns como vigaristas. O Senado Romano também mostrou certa desconfiança deles por repetidamente desconsiderar suas interpretações e profecias.
A abordagem dos intérpretes de relâmpagos é ilustrada por meio de uma anedota antiga sobre um raio no monumento de Augusto pouco antes de sua morte. O raio destruiu a letra C de César. Augusto herdou esse nome de seu pai adotivo Júlio César. Os harúspices convocados profetizaram que Augusto viveria apenas cem dias, já que a letra C nos algarismos romanos representa 100, e que no futuro ele será contado entre os deuses, já que o aesar restante significa "Deus" em etrusco. No entanto, não há aesar em etrusco. Uma grafia semelhante é aiser e significa "deuses", o singular ais significa "deus".
Durante o Império Romano, ocorreu sob o imperador Cláudio (41–54 d.C.) uma restauração dos ensinamentos etruscos com uma reorganização do colégio de 60 harúspices. Cláudio também escreveu uma obra de 20 volumes sobre os etruscos, a Tyrrheniká, que, no entanto, se perdeu. No entanto, sob a influência da Estoá, buscavam-se modelos explicativos racionais para fenômenos naturais como raios e trovões. A interpretação e evocação do relâmpago etrusca foi transmitida e praticada até a Antiguidade Tardia. Os harúspices seguiam os Libri Tarquitani, uma tradução latina dos livros rituais etruscos, uma vez que a língua etrusca já estava extinta.
Depois que o imperador Constantino (324–337) e seus sucessores proibiram a interpretação dos sinais etruscos várias vezes, o último imperador pagão Juliano (361–363) suspendeu essa proibição novamente. Seus sucessores cristãos, Valentiniano I (364–375), Valente (364–378) e Graciano (367–383) buscaram um equilíbrio entre pagãos e cristãos e novamente permitiram a interpretação dos sinais. O imperador Teodósio I (347-395) elevou o cristianismo à religião oficial e em 385 baniu todas as práticas religiosas pagãs e relacionadas.
Os cultos pagãos parecem ter dificilmente sido perseguidos pelo estado, uma vez que no início do século V, harúspices etruscos teriam oferecido à cidade de Roma para evitar a pilhagem ameaçadora pelo rei do exército visigodo Alarico I com a ajuda de relâmpagos e trovões. Eles já haviam conseguido fazer isso quando os visigodos sitiaram a cidade de Narnia. Pompeiano, comandante da cidade, apresentou o assunto ao Papa Inocêncio I, que secretamente deu sua aprovação. Mas como ninguém queria participar dos rituais pagãos em público, os harúspices foram liberados novamente.

## Fontes antigas

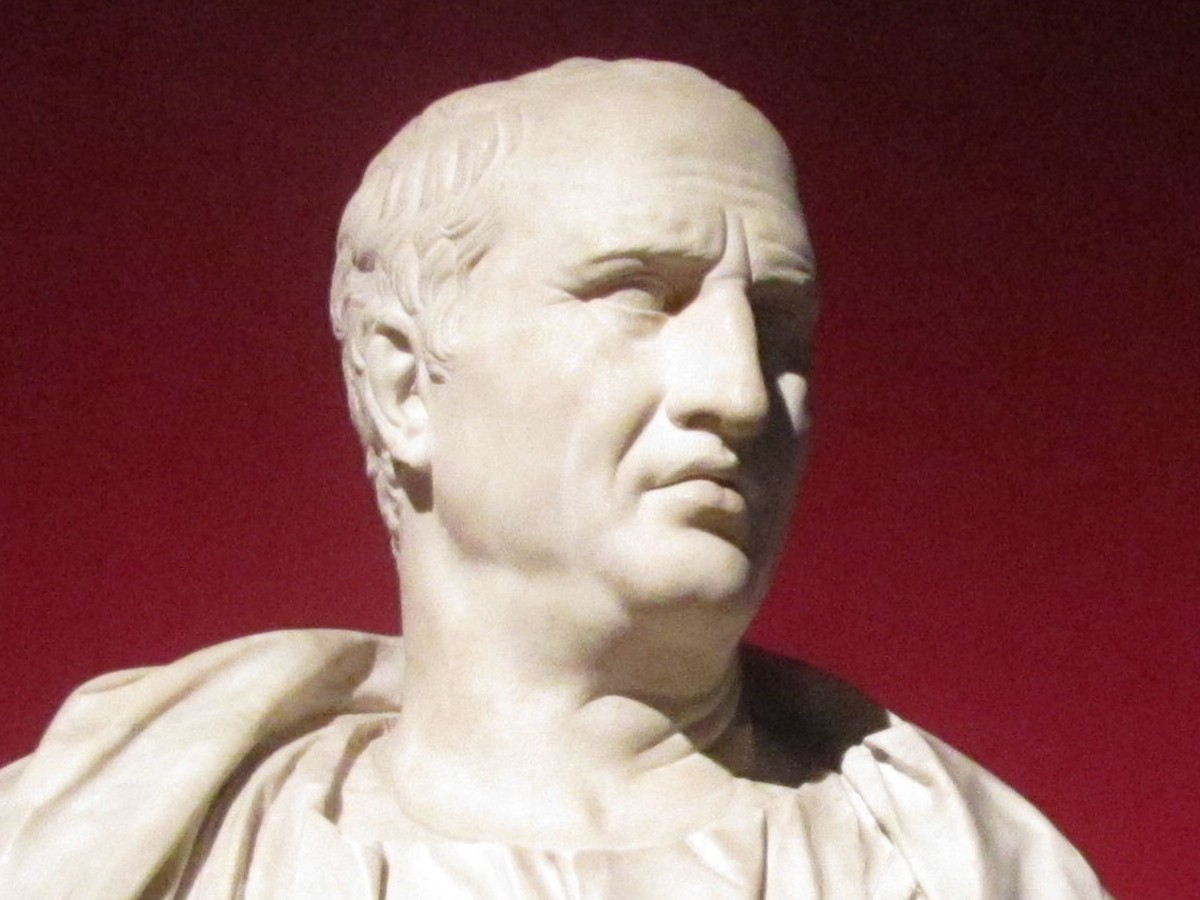
Marco Túlio Cícero

## Pesquisa nos tempos modernos

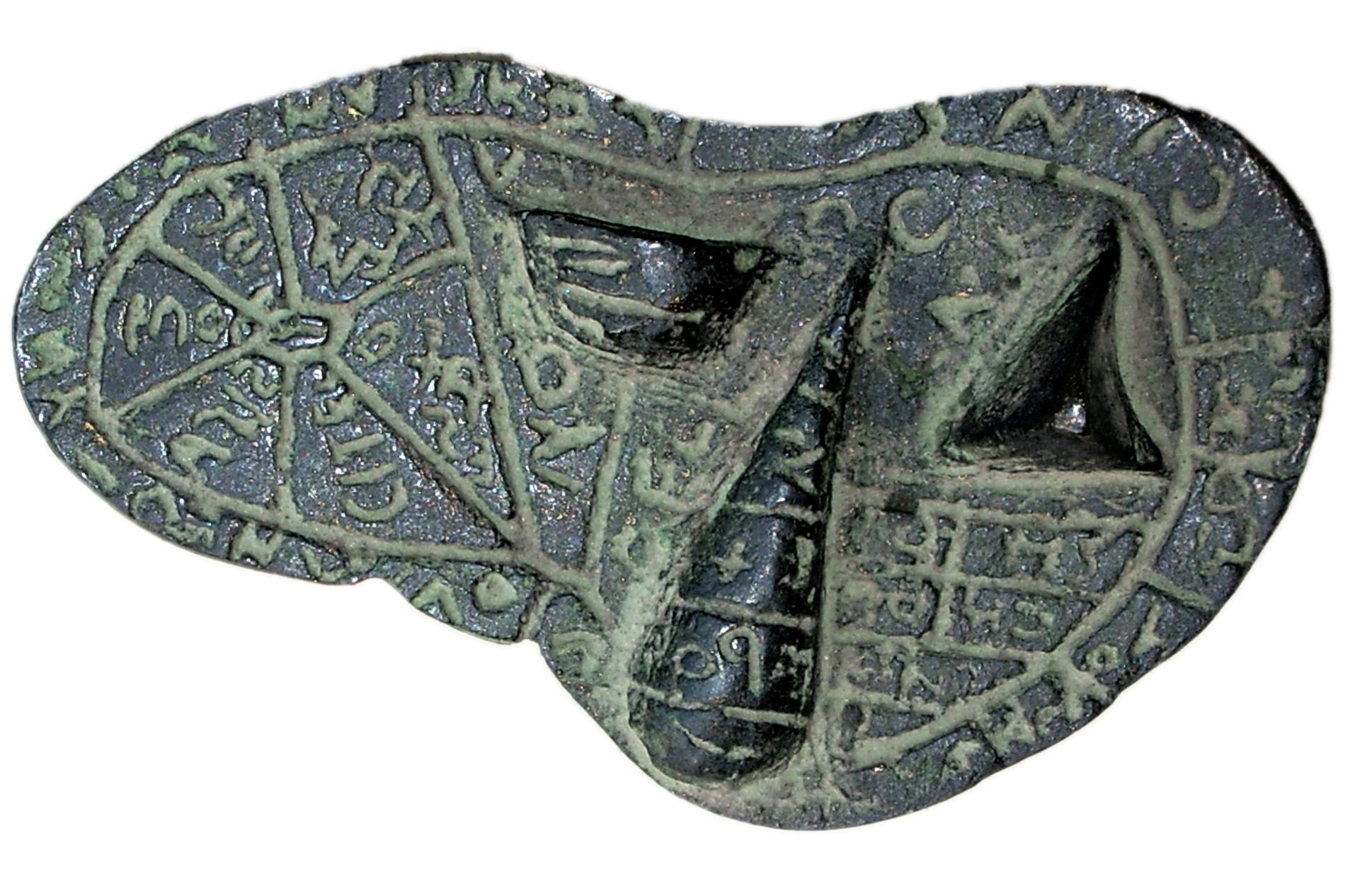
Fígado de bronze de Piacenza

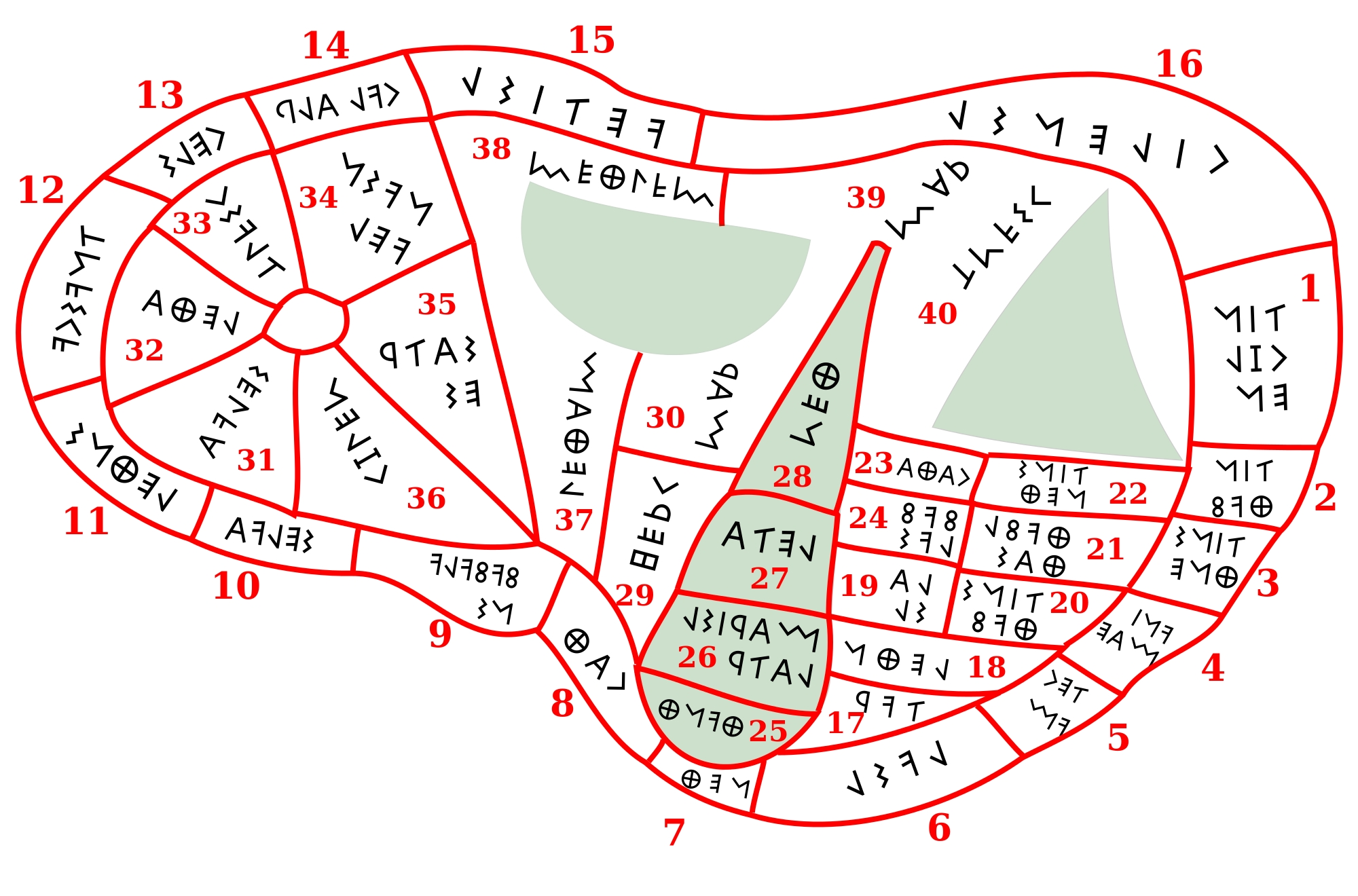
Representação esquemática

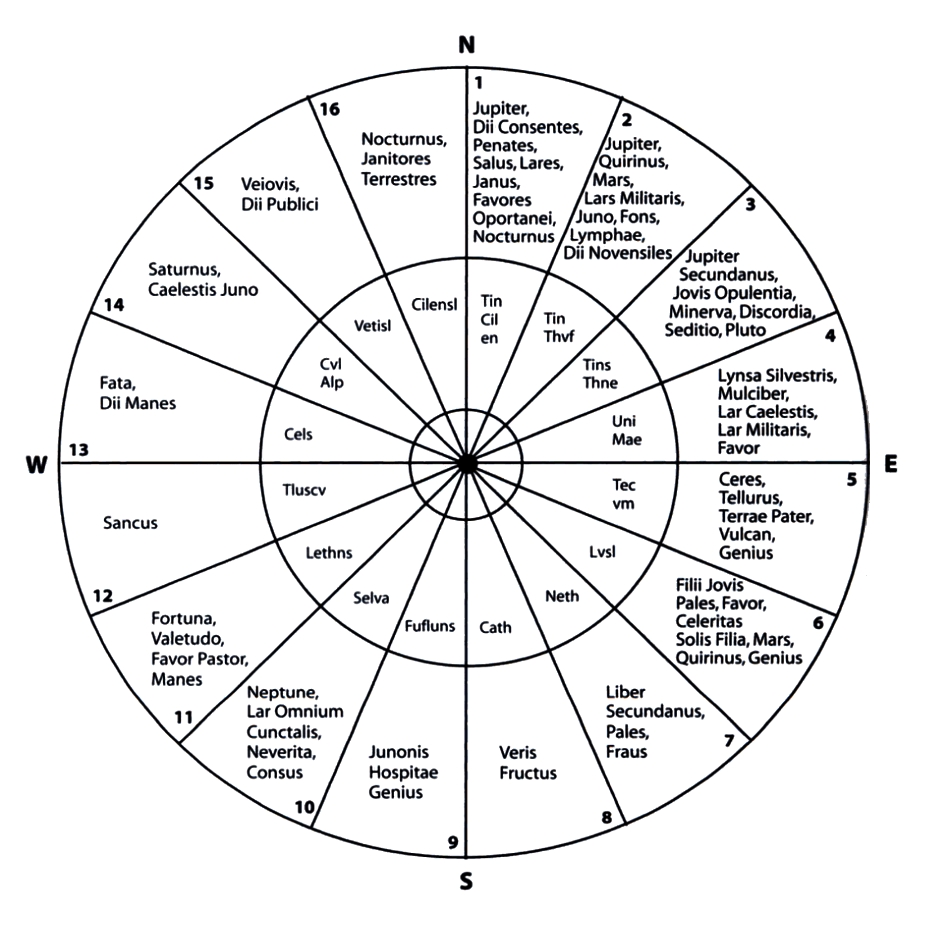
Divindades das 16 regiões celestiais de acordo com Marciano Capela (fora) e com o fígado de bronze de Piacenza (dentro)

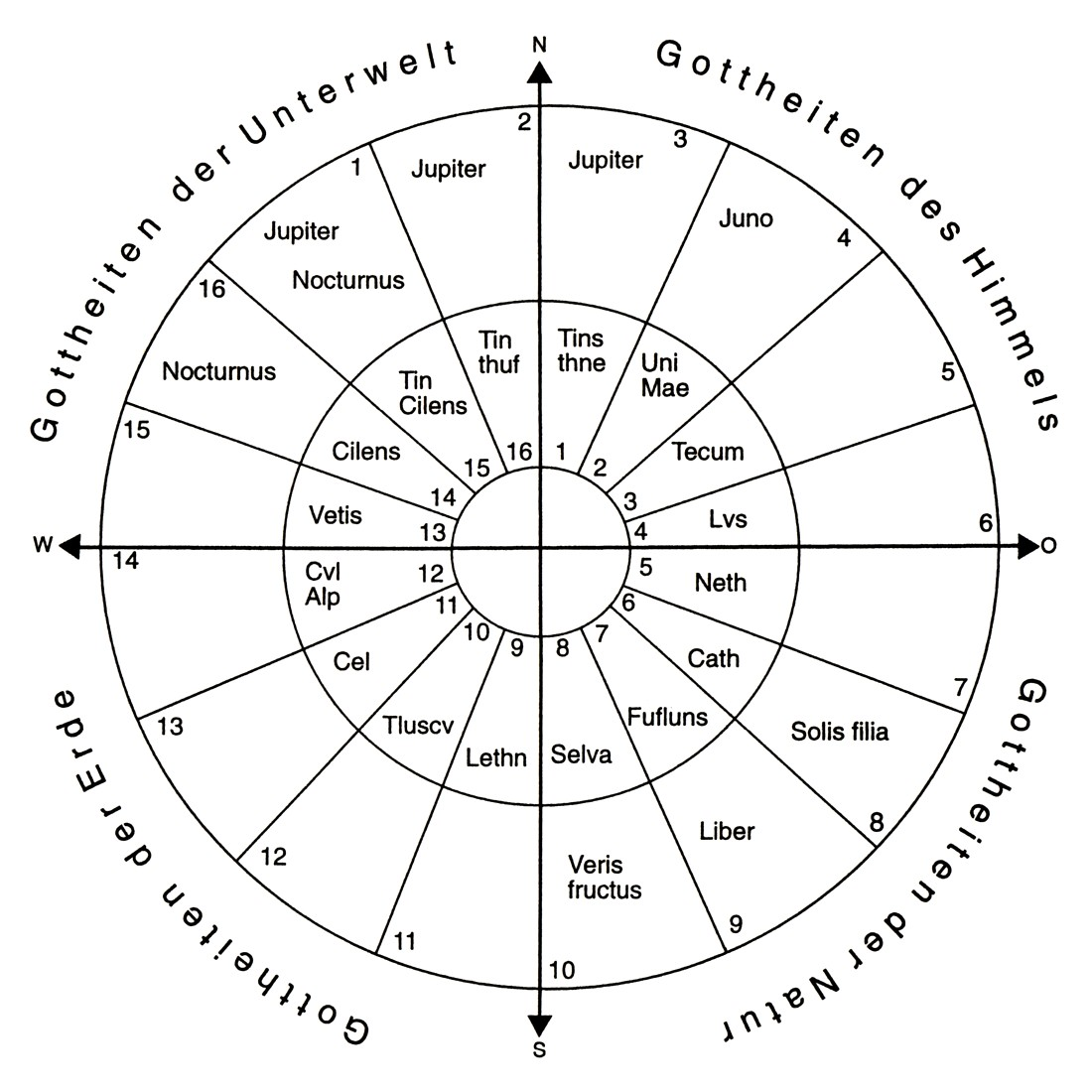
Atribuição alternativa das divindades em 16 regiões do céu (dentro) com divindades correspondentes de acordo com Marciano Capela (fora), parcialmente rotacionado